# 前分
前分（さきぶん/まえぶん）とは、古代日本において庸や調に付随して徴収されていた付加税である。

## 概要
前分の性格については大きく2つの考え方があり、徴収に来た役人に対する一種の賄賂とする見方と慣習として本来の租税に付加して徴収が認められていた役人得分であったがその額が重くなったことで社会問題化したとする見方がある。日本の律令法では、唐の律令法が禁じている土毛や供給など形で役人に対する金品贈与や接待が認められていたため、賄賂と合法的な慣習との線引きは曖昧なものであった。
こうした前分は担当役人が徴税のため現地に派遣された時、反対に徴収された租税が中央に届けられて納付の手続が取られる時に徴収されたと考えられている。天平勝宝8歳（856年）11月には民部省や大蔵省などの租税の出納に関わる役人が前分を貪って租税の納入に悪影響を与えているためにこれを取り締まる命令を出している（『続日本紀』）。また、封戸などから直接庸調雑物を徴収していた封主からの徴収使も前分を強引に徴収する動きを見せており、『延喜式』には「凡諸司及有封所所、不得責取諸国前分」（雑式封前分条）という規定が設けられていた。更に長保元年（999年）に出された新制（「長保元年令」）の11条には「応重禁制主計主税二寮官人称前分勘䉼多求賂遺抑留諸国公文事」という規定が設けられた。これは当時受領功過定に先だって実施される公文勘会において、抄帳勘会を行う主計寮と税帳勘会を行う主税寮の役人が「前分」「勘料（＝勘䉼、事務経費のこと。当時は勘会を受ける側が負担していた）」の名目で多額の賄賂を要求することを禁じたものである。だが、10世紀後半になると、下級官人に対する封禄制度が事実上崩壊しており、彼らの収入の多くが前分・勘料に代表される得分に依存せざるを得なくなっていたのもまた事実であった。長元3年（1030年）8月、関白藤原頼通が受領たちの要望を受けて前分・勘料の「過差」を規制しようとした際に、厳格で知られた藤原実資もこれらは古今の慣例であって禁止することは難しく、これらを徴収する役人たちが受けいれられる現実的な規制を頼通に勧めている。その結果、一条天皇の時代の例を基準とする方針が打ち出されている（『小右記』）。当時の公家社会の指導者の間でも前分・勘料徴収が一定の範囲内にて許容され、その適正化を図るのが基本方針であったとみられている。
だが、院政期に入ると下級官人の有力権門の家司・家人化が進み、必ずしも前分・勘料に依存する必要が無くなったこと、また荘園公領制の進展によって律令制に基づく徴税システムが機能しなくなり、代わって公田官物率法・成功などの新たな徴収システムが確立された。その結果、徴収実績を審査する受領功過定が行われなくなったことによって前分・勘料を徴収する機会が減少し、受領に対しては成功や寺社造営などの負担に応じる代償として前分・勘料の免除が行われるようになった。12世紀には前分・勘料ともに形骸化したとみられている。もっとも、徴税担当者の得分や経費を付加税として徴収する慣例そのものは、中世以後も様々な付加税の形で存続することになる。